# GD Fontinhas
El GD Fontinhas es un equipo de fútbol de Portugal que juega en el Campeonato de Fútbol de las Azores, la quinta división de fútbol del país.

## Historia
Fue fundado el 10 de junio de 1975 en la ciudad de Fontinhas de Praia da Vitoria en las Azores, cuenta con una sección de fútbol 7 y está afiliado a la Asociación de Fútbol de Angra do Heroismo desde su fundación.
La mayor parte de su historia la han pasado en la segunda división distrital, siendo hasta la temporada 2018/19 que juega por primera vez en torneos nacionales cuando logra el ascenso al Campeonato de Portugal, y en la temporada 2019/20 participa por primera vez en la Copa de Portugal donde es eliminado en la segunda ronda por el FC Vizela al perder 1-6.

## Palmarés
- Campeonato de Fútbol de las Azores: 1

2018/19
- Supercopa de Angra do Heroismo: 1

2019